# Papa Wemba
Papa Wemba, egentligen Jules Shungu Wembadio Pene Kikumba, född 1949 i Lubefu  i Kongo-Kinshasa, död 24 april 2016 i Abidjan i Elfenbenskusten, var en kongolesisk soukousmusiker och sångare. Han var en av Afrikas mest populära musiker, och välkänd inom världsmusiken.

## Biografi
Papa Wemba var tillsammans med Nyoka Longo Jossart, Manuaku Pepe Felly, Evoloko Lay Lay, Teddy Sukami, Zamuangana Enock, Mavuela Simeon m.fl. bland de första medlemmarna i det betydelsefulla soukous-bandet Zaiko Langa Langa som grundades i Kinshasa 1969.
I december 1974, på toppen av deras karriär och bara en månad efter Rumble in the Jungle-matchen mellan Muhammad Ali och George Foreman i Kinshasa, lämnade Shungu Wembadio (Papa Wemba), Evoloko Lay Lay, Mavuela Somo och Bozi Boziana (som anslutit sig till Zaiko Langa Langa ett år tidigare) gruppen för att bilda sin egen grupp Isifi Lokole. Isifi är en förkortning av Institut de Savoir Ideologique pour la Formation des Idoles (ungefär "institutet för ideologisk kunskap om bildandet av idoler").
I juli 1975 antog Shungu Wembadio officiellt sitt artistnamn Papa Wemba. Tillnamnet "Papa" syftar på hans familjeansvar som den förstfödde sonen, sedan hans föräldrar avlidit redan på sextiotalet.

### Isifi Lokole och Yoko Lokole
Gruppen Isifi Lokole fanns bara i ett år. Deras största kommersiella framgång var singeln Amazone (Papa Wemba). I november 1975 bröt sig Papa Wemba, Mavuela Somo och Bozi Boziana Evoloko Lay Lay loss från Isifi Lokole för att tillsammans med Mbuta Mashakado bilda gruppen Yoka Lokole, även känd som The Kinshasha All-Stars. Yoka Lokole hade mindre framgång än Isifi Lokole - men några hits som Matembele Bangui, Lisuma ya Zazu (Papa Wemba), Mavuela Sala Keba och Bana Kin (Mavuela Somo) tog sig till toppen av afrikansk popmusik.
Inte heller Yoka Lokole (The Kinshasha All-Stars) bestod särskilt länge. Efter ett år av måttliga framgångar drabbades gruppen av inre motsättningar om pengar och prestige. Samtidigt arresterades Wemba i december 1976 och hölls fängslad en kortare tid i Kinshasas centralfängelse, misstänkt för "brottet" att ha haft ett förhållande med dottern till en inflytelserik armégeneral. Situationen var inte lätt och Papa Wemba lämnade Yoka Lokole för att 1977 bilda sin egen grupp Viva la Musica.

### Viva la Musica
I sitt hem i Matonge-distriktet i Kinshasa grundade Papa Wemba Viva la Musica. Han arbetade med unga begåvade musiker som sångarna Kisangani Esperant, Jadot le Cambodgien, Pepe Bipoli och Petit Aziza samt gitarristerna Rigo Star, Syriana och Bongo Wende. Gruppen gjorde stor succé med hits som Mere Superieure, Mabele Mokonzi, Bokulaka, Princesse ya Sinza.
Sedan 1977 har Viva la Musica varit i ständig förändring. Unga talanger som King Kester Emeneya (1977-1982), Koffi Olomide (1978-1979), Djuna Djanana (1978-1981), Dindo Yogo (1979-1981), Maray-Maray (1980-1984), Lidjo Kwempa (1982 - 2001), Reddy Amissi (1982-2001), Stino Mubi (1983-2001) hör till de kända kongolesiska musiker som under en tid spelat i Viva la Musica.

### Till Paris
Efter vågen av afrikansk invandring till Europa på 1990-talet hade Wemba en musikgrupp i Kinshasa (som då hette Nouvelle Écriture och Nouvel Ecrita och nu igen heter Viva la Musica), och en annan grupp i Paris (Nouvelle Generation, La Cour des Grands, idag: Viva tendance). Han har också hållit en hög profil inom världsmusiken med hits som L'Esclave (1986), Le Voyageur, Maria Valencia (1992), Foridoles, Dixième Commandement (1994), Emotion (1995), Pole Position (1996), Fula Ngenge (1999), Bakala dia Kuba (2001) och Somo Trop (2003).
Papa Wemba var också känd som skådespelare. År 1987 spelade han den manliga huvudrollen i den framgångsrika kongolesiska filmen La Vie est belle av den belgiska regissören Benoît Lamy och den kongolesiska producenten och regissören Ngangura Mweze.
Den 18 februari 2003 greps Papa Wemba i sitt hem i Paris, misstänkt för inblandning i ett nätverk som påstås ha smugglat hundratals illegala invandrare från Demokratiska republiken Kongo (fd Zaire) till Europa. I juni 2003 befanns han skyldig och han fick tillbringa tre och en halv månad i fängelse. Han säger sig ha genomgått en andlig förnyelse under fängelsetiden och sjunger om detta i sitt nya album "Somo trop" (2003). I sången "Numéro d'écrou" minns Papa Wemba en dag när "Gud" besökte hans cell.
Papa Wemba avled under ett uppträdande i Elfenbenskusten den 24 april 2016.

## Diskografi
- Pauline (1970, Zaiko Langa Langa)
- L'Amoureux Decu (1972, Zaiko Langa Langa)
- Mete la Verite, Chouchouna (1973, Zaiko Langa Langa)
- Liwa ya Somo (1973–1974, Zaiko Langa Langa)
- Ainsi Va La Vie, Amazone (1975, Isifi Lokole)
- Matembele Bangi, Lisuma ya Zazu (1976, Yoka Lokole)
- Mere Superieure, Bokulaka, Mabele Mokonzi, Muana Molokai (1977)
- Princesse ya Senza, Fleur Betoko, Zonga-Zonga (1978)
- Anibo, Ata Nkale (1979)
- Levre Rose (1979, med Rochereau & Afrisa)
- Telegramme (1979, med Simaro Massiya & OK. Jazz)
- Analengo (1980), Amena (1980, duo med Pepe Kalle)
- Santa, Matebu (1980, första hela albumet i Paris)
- Melina La Parisienne, Ufukutano (1981)
- Evenement, Rendre A Caesar (1982)
- Eliana, Bukavu Dawa (1983)
- Proclamation (1984, i Paris med Ngashie Niarchos)
- Destin ya Moto (1985)
- L'esclave, Papa Wemba – Au Japon (live) (1986)
- Papa Wemba Ekumani (1987)
- M'fono Yami (1989)
- Biloko ya Moto-Adidas Kiesse (1991)
- Le Voyageur (1992)
- Foridoles (1994)
- Emotion (1995)
- Pôle Position (1996)
- Wake-Up (1996, duo med Koffi Olomide)
- Nouvelle Ecriture (1997)
- Molokaï (1998)
- Nouvelle Ecriture dans L (1998)
- M’Zée Fula-Ngenge (1999)
- Muana Matebu(1999)
- A La Une (2000)
- Zea (2001)
- Bakala Dia Kuba (2001)
- Somo Trop (2003)
- Muana Molokaï (2004)
- Ba Zonkion (2005)
- Cheeky Summer time - Collab with Father J (2004)
- Attention L'artiste (2006)
- Ye te oh ! (2006)
- Nkunzi Lele (2007)
- Kaka yo (2008)
- Notre Pere(Album World) (juli 2010)
- Kemafumbe(Album Rumba) (september 2010)

## Filmografi
- Les Habits neufs du gouverneur (The Governor's New Clothes) (2004)
- Combat de fauves (1997) - The African
- La Vie est Belle (Life Is Beautiful) (1987) - Kourou